# Cecil Lolo
Cecil Lolo (Khayelitsha, 11 de març de 1988 - Ciutat del Cap, 24 d'octubre de 2015) va ser un futbolista sud-africà que jugava en la demarcació de defensa. Va debutar com a futbolista de la mà de l'entrenador Foppe d'Haan el 17 de setembre de 2010 amb l'Ajax Cape Town FC després de formar-se en les categories inferiors del club i passar un any en qualitat de cedit en l'Ikapa Sporting FC. Va jugar en l'equip de Ciutat del Cap durant cinc temporades a nivell professional, completant un total de 105 partits entre lliga i copa, a més d'anotar dos gols. En 2015 va guanyar al costat del club la MTN 8. Va morir el 24 d'octubre de 2015 a Ciutat del Cap als 27 anys després de sofrir un accident de trànsit.